# 法蘭克福大學
約翰·沃夫岡·歌德-美茵河畔法蘭克福大學（德語：Johann Wolfgang Goethe-Universität Frankfurt am Main），簡稱為「歌德-美茵河畔法蘭克福大學」（Goethe-Universität Frankfurt am Main）、「法蘭克福大學」（Uni Frankfurt）或「歌德大學」（Goethe Uni），是德國著名的綜合公立研究型大學，位于黑森邦第一大城法蘭克福。
法蘭克福大學創校之初曾被稱為「市民大學」、「國王大學」等，直到1932年才決定以法蘭克福之子，德國最受景仰的人文思想家歌德之名為大學命名，紀念他在文學、科學和哲學領域的精神和貢獻。2008年，正式校名再由原先的歌德全名（Johann Wolfgang Goethe）縮減成「歌德」（Goethe）一個單字，沿用至今。目前大學擁有4萬6千名學生，5千多位學術研究者，包含當中約600位正教授。國際學生7000余人（占比15%），來自130多個不同國家。16個學院提供超過170種專業，是規模龐大，也是德國最有名望的大學之一，屬於德國U15大學聯盟。

## 校史簡介
法蘭克福大學創辦的歷史可以追溯到1890年，法蘭茲·阿迪克斯擔任法蘭克福市長任內。他認為隨著產業與文化的進展，本市應設立一所大學。當地鄉紳望族與知識份子紛紛響應籌建，在德皇威廉二世1914年下詔將學校定名為普魯士「國王的法蘭克福大學」（Königliche Universität zu Frankfurt am Main）之前，學校早已開始從事教學研究工作，又因建設經費主要透過民間集資而來，並非國家主導，當時故有「市民大學」（Die Bürgeruniversität）之美稱。
其中，以銀行家葛歐克·詩貝亞的遺孀，法蘭琪絲卡·詩貝亞夫人捐贈的1400萬黃金馬克最為關鍵，讓法蘭克福大學得以購置今日位於城西校總區的地皮、在美茵河左岸增建醫學院，並躍升為當時首都柏林以外，設備堪最齊整的大學。此一發展基礎在德國大學史上寫下富有特色的一頁。
1950年代以後，新馬克思主義學者們在法蘭克福大學大放異彩，「法蘭克福學派」之名不脛而走，成為二十世紀後半葉影響世界政治、經濟、法律、社會重要的批判思潮。2014年，在歐洲大學史上相對年輕的法蘭克福大學正式迎來百年校慶，並遴選新校長。2015年1月，由經濟學家沃爾芙教授出任創校百年首位女性校長。
时至今日，相較於德國其他歷史悠久的名校，法蘭克福大學在僅百年的發展過程中迅速茁壯，已有20人獲諾貝爾獎（數量全德第5），並作為德國頂尖大學聯盟“U15大學聯盟”中的一員。法蘭克福大學擁有堅強研究實力，在德國最著名的萊布尼茲獎上，有最多的獲獎者。法蘭克福大學的精英群集（Exzellenzcluster）數量全德第二，馬克斯普朗克學會（Max-Planck-Gesellschaft）也在法蘭克福大學有三個合作單位。

## 四大校區
目前法蘭克福大學在市中心共有四個校區。

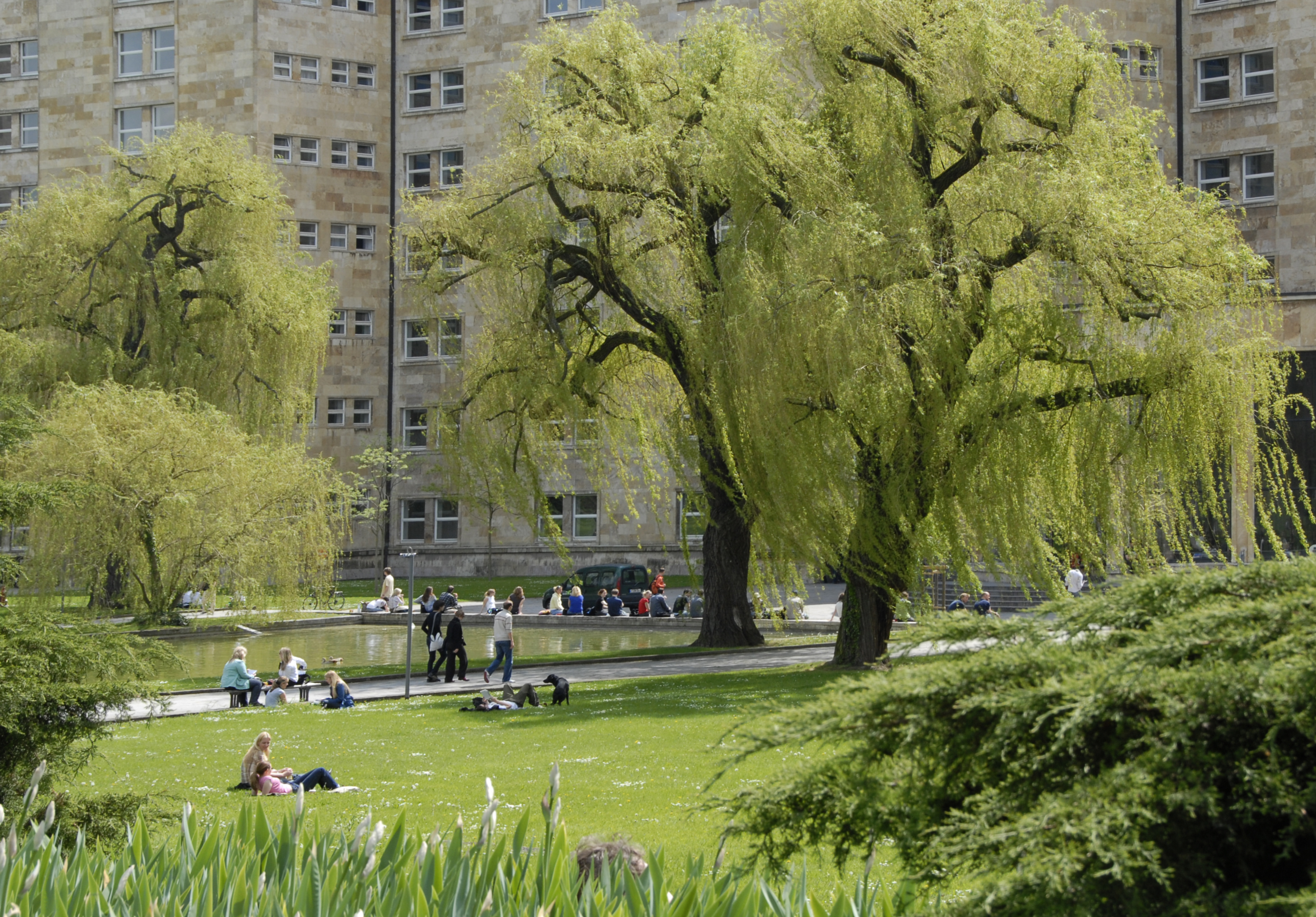
校總區一隅

- 城西校區（Campus Westend｜校總區）：

主要設置為神學、哲學、歷史、人類學、法律學、經濟學、社會科學、教育學、心理學、人文地理學，以及大部分行政管理學科。
- 博肯校區（Campus Bockenheim｜老校區）：

主要設置為數學、資訊工程、大學總圖書館，以及大部分語言文化學科。
- 理丘校區（Campus Riedberg）：

主要設置為藥學、物理學、化學、生物科技、生物化學，以及地理與地質科學。
- 下環校區（Campus Niederrad）：

醫學院，以及大學附設醫院。
另外值得一提的是，城西校總區與博肯老校區之間，由綠堡公園、法蘭克福植物園、法蘭克福棕櫚園共同構成大片的綠色廊道彼此相連。

## 院系設置

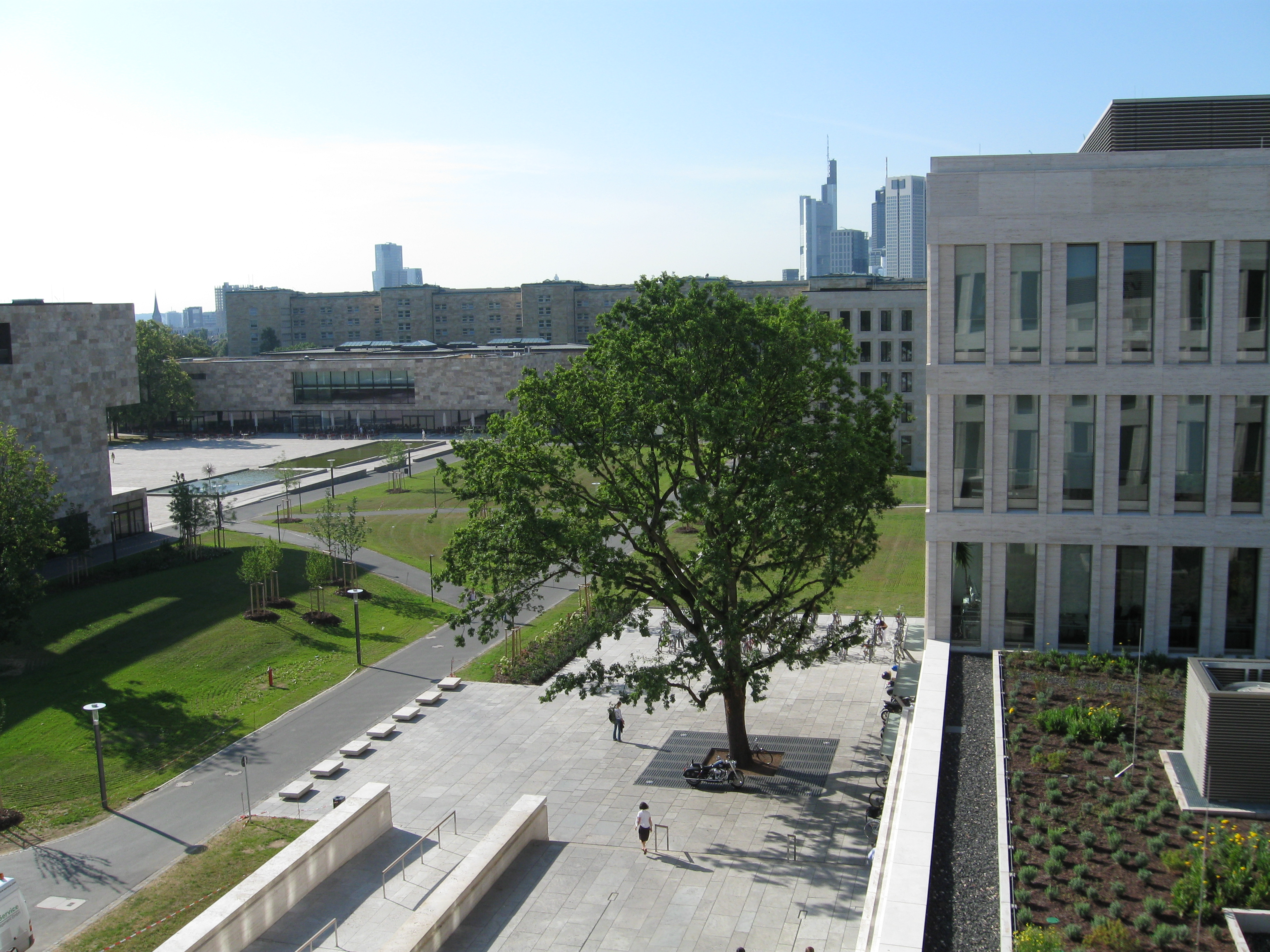
校總區一隅

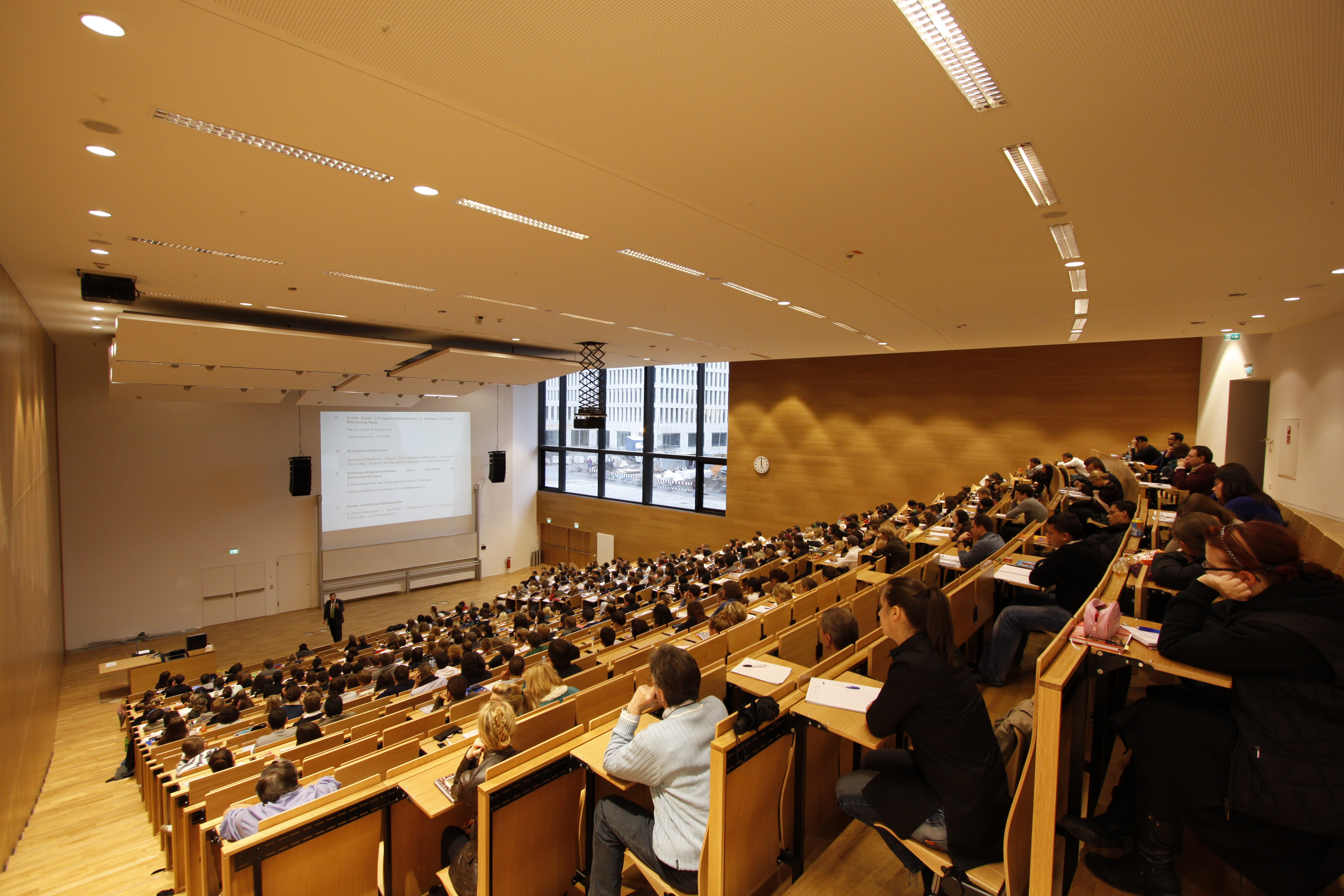
階梯大教室上課一景

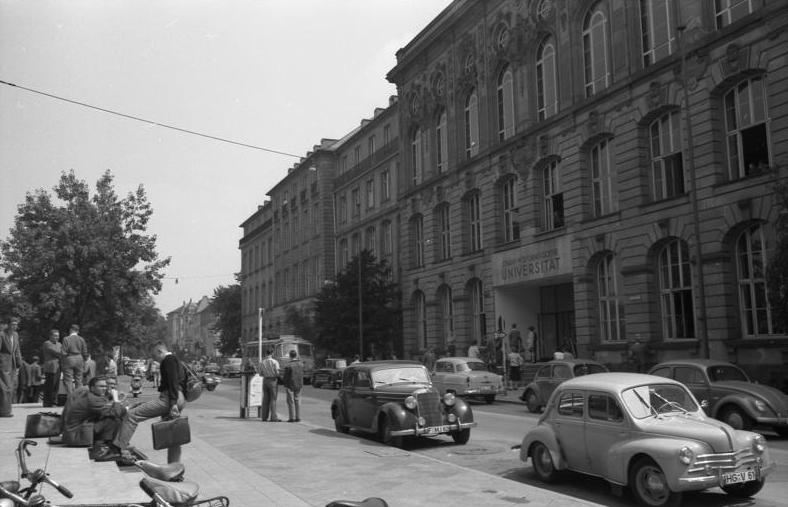
戰後，博肯校區（昔日校總區所在）大學生的日常即景

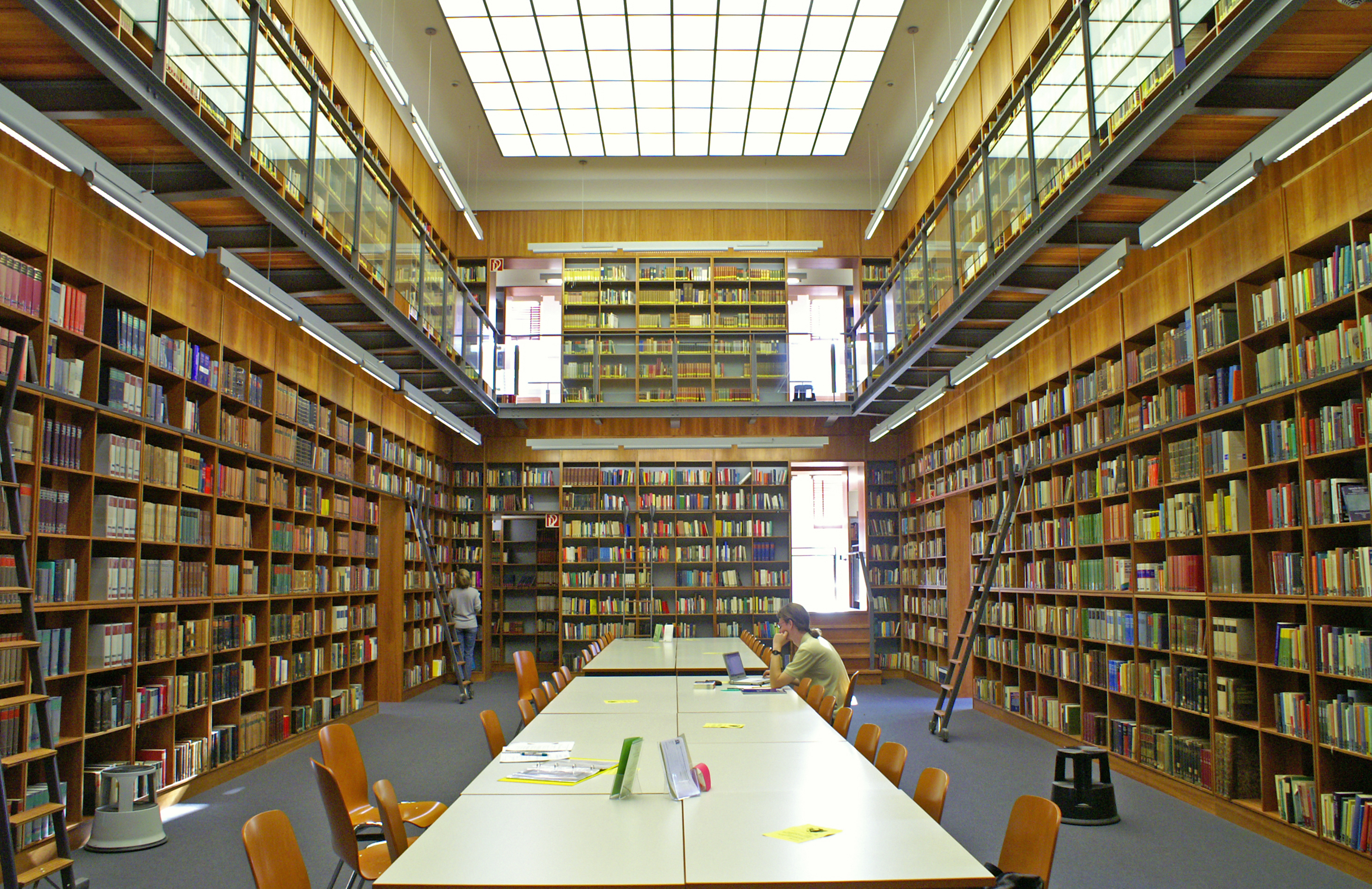
校總區圖書館一隅

法蘭克福大學擁有16個學院，依學院的校務行政編號，分別為：
- 01 法學院（Rechtswissenschaft｜Law）
- 02 經濟學院（Wirtschaftswissenschaften｜Economics and Business Administration）
- 03 社會科學院（Gesellschaftswissenschaften｜Social Sciences）
- 04 教育學院（Erziehungswissenschaften｜Educational Sciences）
- 05 心理與運動科學院（Psychologie und Sportwissenschaften｜Psychology and Sports Sciences）
- 06 基督新教神學院（Evangelische Theologie｜Protestant Theology）
- 07 羅馬天主教神學院（Katholische Theologie｜Roman Catholic Theology）
- 08 史學與哲學院（Philosophie und Geschichtswissenschaften｜Philosophy and History）
- 09 語言文化學院（Sprach- und Kulturwissenschaften｜Faculty of Linguistics, Cultures, and Arts）
- 10 現代語文學院（Neuere Philologien｜Modern Languages）
- 11 地理與地球科學院（Geowissenschaften/Geographie｜Geosciences and Geography）
- 12 數學與資工學院（Informatik und Mathematik｜Computer Science and Mathematics）
- 13 物理學院（Physik｜Physics）
- 14 化學、生物化學與藥學院（ Biochemie, Chemie und Pharmazie｜Biochemistry, Chemistry and Pharmacy）
- 15 生物科學院（Biowissenschaften｜Biological Sciences）
- 16 醫學院（Medizin｜Medical Science）

此外，馬克斯·普朗克學會選址於法蘭克福大學，與校方合作，設置以下單位：
- 馬克斯·普朗克生物物理研究所（MPI für Biophysik）
- 馬克斯·普朗克腦研究所（MPI für Hirnforschung）
- 馬克斯·普朗克法律史與法理論研究所（MPI für Rechtsgeschichte und Rechtstheorie）

## 知名校友
分類:法蘭克福大學校友

## 諾貝爾獎得主
1. 1908年 保罗·埃尔利希－生醫學獎
2. 1914年 马克斯·冯·劳厄－物理學獎
3. 1936年 奥托·勒维－生醫學獎
4. 1937年 保罗·卡勒－化學獎
5. 1943年 奥托·施特恩－物理學獎
6. 1954年 马克斯·玻恩－物理學獎
7. 1957年 亚历山大·R·托德，托德男爵－化學獎
8. 1963年 卡尔·齐格勒－化學獎
9. 1967年 汉斯·贝特－物理學獎
10. 1984年 尼尔斯·杰尼－生醫學獎
11. 1986年 格尔德·宾宁－物理學獎
12. 1987年 让-马里·莱恩－化學獎
13. 1988年 哈特穆特·米歇尔－化學獎
14. 1994年 赖因哈德·塞尔滕－經濟學獎
15. 1995年 克里斯汀·紐斯林-沃爾哈德－生醫學獎
16. 1998年 霍斯特·施特默－物理學獎
17. 1999年 古特·布洛伯爾－生醫學獎
18. 2007年 彼得·格林贝格－物理學獎
19. 2021年 本亚明·利斯特－化學獎